# Estatua del rey Micerino y su reina

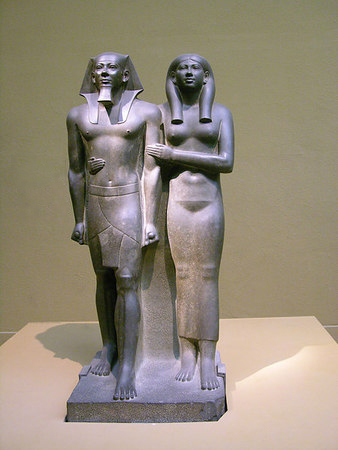
Estatua de Menkaura y su esposa Jamerernebty II. Museo de Bellas Artes de Boston.

La estatua del rey Micerino y su reina representa al faraón Menkaura (nombre griego) o Micerino (nombre castellanizado de la versión griega de Heródoto) de la IV dinastía del Imperio Antiguo de Egipto, que se estima reinó a finales del siglo XXVI a. C., junto con su esposa Jamerernebty II. Hijo de Kefrén y nieto de Keops, es uno de los faraones de la IV dinastía de los que más vestigios artísticos se han encontrado.

## Hallazgo, historia de la obra y conservación actual
La estatua fue hallada el 10 de enero de 1910 por un grupo de expertos pertenecientes la Universidad de Harvard – Museo de Bellas Artes, Boston. Dirigidos por George Reisner, exploraron la Pirámide de Menkaura, cerca de Guiza, centrándose (a diferencia del siglo XIX) en el conocido como Templo del Valle, que apenas había sufrido alteración humana. “La pirámide de Menkaure había sido explorada en la década de 1830 (…), y mientras que el Templo de la Pirámide en la base solo estaba en condiciones mediocres; el Templo del Valle fue -felizmente- básicamente ignorado” (Calvert, A., 2024, p. 155). En su interior, se 

Fachada del Museo de Bellas Artes de Boston

encontraron multitud de tallas de esquisto negro liso, entre las que destaca la Tríada de Micerino, relacionada con el culto a la diosa Hathor. No obstante, el hallazgo más singular y 
destacable fue el de una díada a tamaño casi real, semienterrada de forma que tan sólo se podían ver dos cabezas, en la que se pudo apreciar al propio Menkaura con quien parecía ser su reina. La iconografía y simbolismo que presentaba eran insólitos para una pieza con más de 4000 años de antigüedad, por lo que fue conservada y llevada a las autoridades egipcias, que decidieron donarla el 2 de marzo de 1911 al Museo de Bellas Artes (Boston), en donde se exhibe de forma permanente como pieza más emblemática de su colección de arte egipcio

## Contexto histórico
El faraón Menkaura/Micerino perteneció a la IV dinastía faraónica del Antiguo Egipto. Se desconoce con exactitud cuándo se desarrolló su reinado, aunque se estima a finales del siglo XXVI a. C. (2532 – 2503 según Shaw, I[1]., entre otros, pero podría no ser preciso). 8 años después de la muerte de su padre Kefrén, en un contexto de conflicto civil por el agotamiento de recursos por la política de sus antecesores, Menkaura recupera el poder y continúa con la tradición familiar de construcción de pirámides como fuente de legitimidad política (según Heródoto, la suya se encontraba compuesta por pigmentos coloreados). La zona en donde se halló este relieve (el Templo del Valle), es de la época de su hijo Shepseskaf quizá edificado por su parte en un intento de legitimarse como miembro de la dinastía.
Se tiene poca información acerca de este faraón, tan sólo unas pocas fábulas y profecías de autores posteriores. Por ello, esta talla es tan importante, debido a que se trata de una de las principales fuentes primarias que permiten conocer la apariencia de Menkaura y la cultura de la IV Dinastía, pese a la evidente ambigüedad presente en su interpretación. Se cree que la escultura es posterior a su defunción

## Características
Se trata de una talla doble de grauvaca, una roca detrítica formada por la consolidación de los minerales que resultan de la descomposición del granito, con una naturaleza muy similar al esquisto. Su tamaño es grande, con 142,2 cm de altura, 57,1 cm de grosor y 55,2 cm de profundidad[2]. Su peso es de 676,8 kilogramos. Estas dimensiones aumentarían ligeramente si se tiene en 
cuenta el soporte de madera sobre el que se apoyan y el bloque de piedra en el que descansan, llegando a una altura cercana a los 180 cm (179,7 cm). Los personajes representados en ella han sido interpretados como el faraón Menkaura y una de sus tres esposas: Jamerernebty II. No existen más elementos complementarios.

## Rasgos formales y conexión con el arte egipcio
El arte egipcio presenta una serie de peculiaridades que lo distinguen de otras manifestaciones de otras épocas, y que se pueden apreciar en mayor o menor medida en esta talla. Son figuras de bulto redondo de gran dimensión que se encuentran rodeadas por otros materiales. Destacan las representaciones de faraones o altos funcionarios, siendo estos primeros altamente deificados y representados según un canon de belleza ideal a la egipcia. Generalmente, se sigue una gran minuciosidad en la talla, prestando especial interés a la individualización del protagonista, con cánones más o menos realistas según la época o el estatus social del representado. El inmovilismo también es un rasgo fundamental, tanto en lo que se refiere al hieratismo de las figuras como con respecto a la ausencia de evolución durante el Egipto Clásico, exceptuando la Revolución de Amarna.  “Sólo durante el reinado herético de Amenofis IV o Ajnatón, la imaginería real rompió los corsés de la perfección (…) el cráneo del rey podía ser ovoideo, su mandíbula alargada, y el vientre prominente” (Sureda, J., 1994, p. 202) Por tanto, este arte, en líneas generales, no innova.
En cuanto a la talla en sí, ambas figuras se encuentran de pie una al lado de la otra, mirando fijamente en posición frontal. (siguen la ley de la frontalidad, siendo figuras ideadas para verse preferiblemente de frente). “Ambos representan el epítome de la belleza humana idealizada” (King Menkaura (Mycerinus) and queen (2024) Museo de Bellas Artes de Boston). Menkaura lleva el nemes en la cabeza, una larga barba artificial y un kilt envolvente con una pestaña central, lo que lo identifica como faraón. En su mano sostiene lo que podrían ser símbolos abreviados de su cargo. Sus pómulos altos, nariz tumefacta, y surcos diagonales desde su nariz hasta las comisuras de su boca y el labio inferior saliente en un ligero puchero, también pueden verse en ella, aunque con una carnosidad mayor no presente en él.  “Su cuerpo es recto, fuerte y eternamente joven sin signos de edad. Sus rasgos faciales son notablemente individualizados con ojos prominentes, nariz carnosa, mejillas redondeadas y boca llena con labio inferior sobresaliente” (Calvert, A., 2024, p. 157). Se pueden apreciar restos de pintura roja en su piel y negra en su peluca, lo que podría indicar que se trata de esculturas antiguamente policromadas. Esto no es más que una forma de evidenciar la simbología típica del líder de la sociedad egipcia:
“La figura del soberano ha de poseer la máxima perfección y ha de cumplir el canon de las proporciones y seguir las normas de representación; antes que nadie, el rey ha de ser un hombre exento de los vaivenes y mutaciones temporales: su juventud, su fortaleza y su belleza han de ser eternas, y su figura, como vértice de la jerarquía social, debe destacarse por sus dimensiones (perspectiva jerárquica) de los demás. El faraón jamás puede exhibir un vientre prominente, el pecho hundido o las piernas demasiado gruesas; su figura es el canon, la máxima idealización o abstracción de la sociedad” (Sureda, J., 1994, p. 202)
En Menkaura, sus sutiles y musculosos brazos y piernas y sus hombros anchos transmiten una fuerza latente. Jamerernebty, con hombros estrechos, delicadas piernas y un contorno que simula un vestido, representa el ideal egipcio de feminidad. Ambos están desnudos, pero los senos de ella son más pronunciados, con cierta sensualidad, pero sin exhibir sus atributos sexuales, al igual que en las zonas tapadas por su ropa También se encuentra peinada de forma que su cabello se encuentra en armonía con el nemes del faraón. El contraste entre ambos es grande, siendo un magnífico ejemplo en la diferenciación por género de la talla egipcia, no existente en civilizaciones previas de forma tan clara y armoniosa, ya que ambos parecen fundirse en una misma idea iconográfica. Exhiben también un cierto canon en sus proporciones anatómicas, con una cabeza bastante mayor en comparación al resto del cuerpo.
En todo caso, destaca especialmente el carácter tan marcadamente individualizado que presentan ambas figuras, sobre todo en sus rostros. Se puede llegar a intuir que el parecido con los modelos reales es bastante fiel, en la línea del realismo e idealización del arte funerario de la IV dinastía. En cuanto a la función de esta pieza, resulta algo difícil de señalar. Sin embargo, teniendo en cuenta que se encontró en un monumento funerario, lo más probable es que tenga un significado espiritual o simbólico, adornando la tumba del faraón o algún ser cercano siguiendo la idea de la vida eterna típica de Egipto. Quizá esta escultura muestre el carácter inmortal e infinito de Micerino, quien puede ser visto casi divinizado.
La base de la estatua, que suele llevar inscritos los nombres y títulos del sujeto representado, quedó inacabada y nunca recibió el pulido final que sí tiene el resto “La pareja erguida de Micerinos (…) no estaba completamente terminada cuando el rey murió y sólo las cabezas y parte de la porción superior de los cuerpos han recibido el pulido final” (Stevenson, W., 2000, p. 103).

## Relación entre los protagonistas
Esta es una de las pocas esculturas del Antiguo Egipto que muestra una representación fiel de la mujer, lo que es realmente importante para conocer cuál era el rol de estas en una sociedad en la que el arte giraba alrededor de los poderes ejercidos por hombres. En este caso, se puede apreciar a una mujer perteneciente a la autoridad, lo que ha ayudado a su tan fiel representación escultórica, debido a que lo más común en esta época era mostrarlas en ocupaciones de poco estatus no por su carácter de mujer, sino por la labor que desempeñaban en la sociedad. Es decir, en líneas generales, la escultura femenina egipcia no se centraba en plasmar la realidad de las mujeres, sino la naturaleza de su trabajo, algo que con los hombres también se da, pero no de forma exclusiva “las mujeres que se dedican a moler o las plañideras, estén vistos con una gran carga realista que supera en ocasiones todas las formas convencionales en aras de representar mejor no tanto al individuo propiamente dicho como su trabajo” (Sureda, J., 1994, p. 203).
Por otro lado, resulta indudable destacar la importancia que los conjuntos de Micerino (especialmente este) han tenido para la verdadera y rica comprensión de un incipiente arte femenino que no había tomado forma alguna en etapas anteriores:
“Estas figuras que acompañan a Mikerinos constituyen para muchos la primera aparición de la belleza femenina en el arte; aquellos cuerpos que, en épocas anteriores, sólo importaban como símbolos de la procreación o de la fertilidad, aparecen ahora con una total dignidad; su cabeza es la cumbre de un cuerpo finalmente modelado (…) que se adivina latente bajo un tenue vestido que apenas cubre el concepto de desnudez” (Sureda, J., 1994, p. 206).
No obstante, pese al avance en cuestión de género, se sigue evidenciando la brecha social existente entre hombres y mujeres. Como es habitual en las esculturas de hombres egipcios, el pie izquierdo de Menkaura está adelantado, aunque todo su peso permanece sobre el pie derecho, de mayor firmeza. Normalmente, las mujeres egipcias se representan con ambos pies juntos, como señal de su inferioridad frente a los hombres y dejándolas en un segundo plano, pero aquí, el pie izquierdo se muestra ligeramente adelantado, lo que podría indicar su pertenencia a las altas esferas “La solitaria majestad del rey divino se ve aquí compartida por su mujer, que aparece al mismo nivel que su esposo adoptando la misma actitud masculina, con el pie izquierdo adelantado” (Aldred, C., 1980, p. 73). La altura entre ambos también es similar, lo que parece un intento de búsqueda de mayor igualdad entre hombre y mujer. Están de pie juntos, y comparten una base y losa trasera, pero permanecen distantes y sin compartir ninguna emoción, ni con el espectador ni entre ellos. No obstante, la reina abraza y agarra a su rey, lo que puede interpretarse como cierto afecto y lealtad, algo que parece que pudo generar precedentes en este arte:
“Hay algo infinitamente atrayente en el modo confiado con que esta pareja afronta la eternidad colocando la esposa su brazo en torno a la cintura de su esposo. Este ejemplo real iba a establecer el tipo de un gran número de estatuas privadas de marido y mujer” (Stevenson, W., 2000, p. 103).

## La cuestión de la reina; teorías
Al encontrarse en el Templo del Valle de Menkaura y parecerse a otras estatuas del mismo lugar del hallazgo que llevan su nombre, se ha concluido de forma unánime que el varón representado es el propio faraón de la IV dinastía. Sin embargo, existen ciertas dudas con respecto a la verdadera identidad de la reina, ya que la mujer egipcia permanecía en el anonimato en muchas ocasiones, y raramente era tenida en consideración para el arte. Existen varias hipótesis con un distinto grado de contraste:
-          Reisner sugirió que la mujer era la reina Jamerernebty II, la única de las reinas de Menkaura conocida por su nombre. Sin embargo, ella solo tenía una tumba de mastaba, mientras que las dos reinas no identificadas de Menkaura tenían pequeñas pirámides (lo que podría indicar un prestigio superior de estas). Algunos autores, como Aldred, C.. corroboran esta versión “La estatua emparejada es el remate de la idea conyugal vigente en la sociedad egipcia” (Aldred, C., 1980, p. 73)
-         Otros han sugerido, de hecho, que se podría tratar de otra de esas esposas, quizá la predilecta del faraón, aunque la ausencia de información sobre estas complica la teoría.
-         También se ha planteado que representa a la diosa Hathor, aunque no exhibe atributos divinos, a diferencia de la esculpida en la Tríada de Micerino.
-         Según el Museo, “Algunos reyes posteriores suelen representarse con sus madres, por lo que otros estudiosos han sugerido que la mujer que está al lado de Menkaura puede ser su madre.” (King Menkaura (Mycerinus) and queen (2024) Museo de Bellas Artes de Boston)
Sin embargo, en las esculturas privadas, cuando se muestra a un hombre y una mujer juntos y se indica su relación, aunque sea de forma indirecta, estos suelen estar unidos por el matrimonio. Dado que las esculturas privadas están modeladas a partir de ejemplos reales, esto sugiere que ella es, de hecho, una de las reinas de Menkaura, pero en última instancia, es posible que nunca se sepa el nombre de la mujer representada en esta escultura a pesar del grado de coincidencia de la mayor parte de expertos en la primera hipótesis.